# Uísque canadense
Uísque canadense ou Uísque canadiano é um tipo de uísque produzido no Canadá. A maioria dos uísques canadenses é uma mistura de licores a base de vários grãos com alta porcentagem de milho, o que dá uma textura mais leve e suave para a bebida do que os outros tipos de uísque. Há algumas dezenas de anos as destilarias canadenses começaram a adicionar pequenas quantidades de grão de centeio na pasta de grãos, para dar sabor. As pessoas então passaram a pedir esse uísque com sabor de centeio, chamando o apenas de rye. Atualmente, e desde o séculos XIX, os termos "uísque de centeio" e "uísque canadense"/"uísque canadiano" são intercambiáveis no Canadá (e definido dentro de suas leis) para o mesmo produto, que contém apenas uma pequena quantidade do grão de centeio.

## História
As primeiras destilarias no Canadá tem origem no fim do século XVIII. Cinquenta anos depois, mais de 200 destilarias estavam espalhadas pela nação. A maioria delas foi aberta por imigrantes escoceses e irlandeses, e muitas delas destilavam rum em vez de uísque. O uísque se tornou mais popular a medida que as destilarias passaram a ser abertas distantes do mar, o que dificultava a aquisição do melaço. Costuma-se creditar a destilação do uísque pela primeira vez em território canadense a John Molson, em 1799. O uísque se tornou bastante popular a partir de 1858, quando o empresário Hiram Walker abriu uma fazenda e destilaria do outro lado do Rio Detroit, vendendo uísque em garrafa pela primeira vez no país. A bebida ficou mais restrita com a Lei Seca na maioria das províncias em 1916, mas a bebida sobreviveu ao período e se tornou ainda mais popular ao fim da Lei Seca de seu vizinho, os Estados Unidos.
O uísque do Canadá era uma das bebidas mais comuns no rum-running (transporte ilegal de bebidas em locais proibidos) durante a Proibição nos Estados Unidos. A destilaria de Hiram Walker – em Windsor, Ontario – fornecia para os traficantes de bebidas o líquido através de botes pequenos e velozes.

## Características
Enquanto os Uísques canadenses mais conhecidos são aqueles de sabor leve e suave, a variedade de produtos sob o nome inclui alguns uísques mais robustos também.
Historicamente, no Canadá, os uísques que tinham centeio adicionado ao purê de grãos para adicionar sabor começaram a ser chamados de "rye".
Ainda que alguns uísques desse tipo sejam rotulados assim, os uísques "rye" do Canadá contém normalmente uísque de grão de alto teor combinado com uísque de centeio de baixo teor e uísque canadense de milho "estilo bourbon" para o sabor. Ocasionalmente, uísque de cevada é usado para dar sabor. O sabor também pode ser derivado de outras maneiras, como pelo processo de envelhecimento. É um erro comum afirmar que os uísques canadenses são feitos primariamente de centeio. O uso do grão de centeio não é obrigatório pela lei,  e o grão primário usado na mistura é o milho.

## Regulação

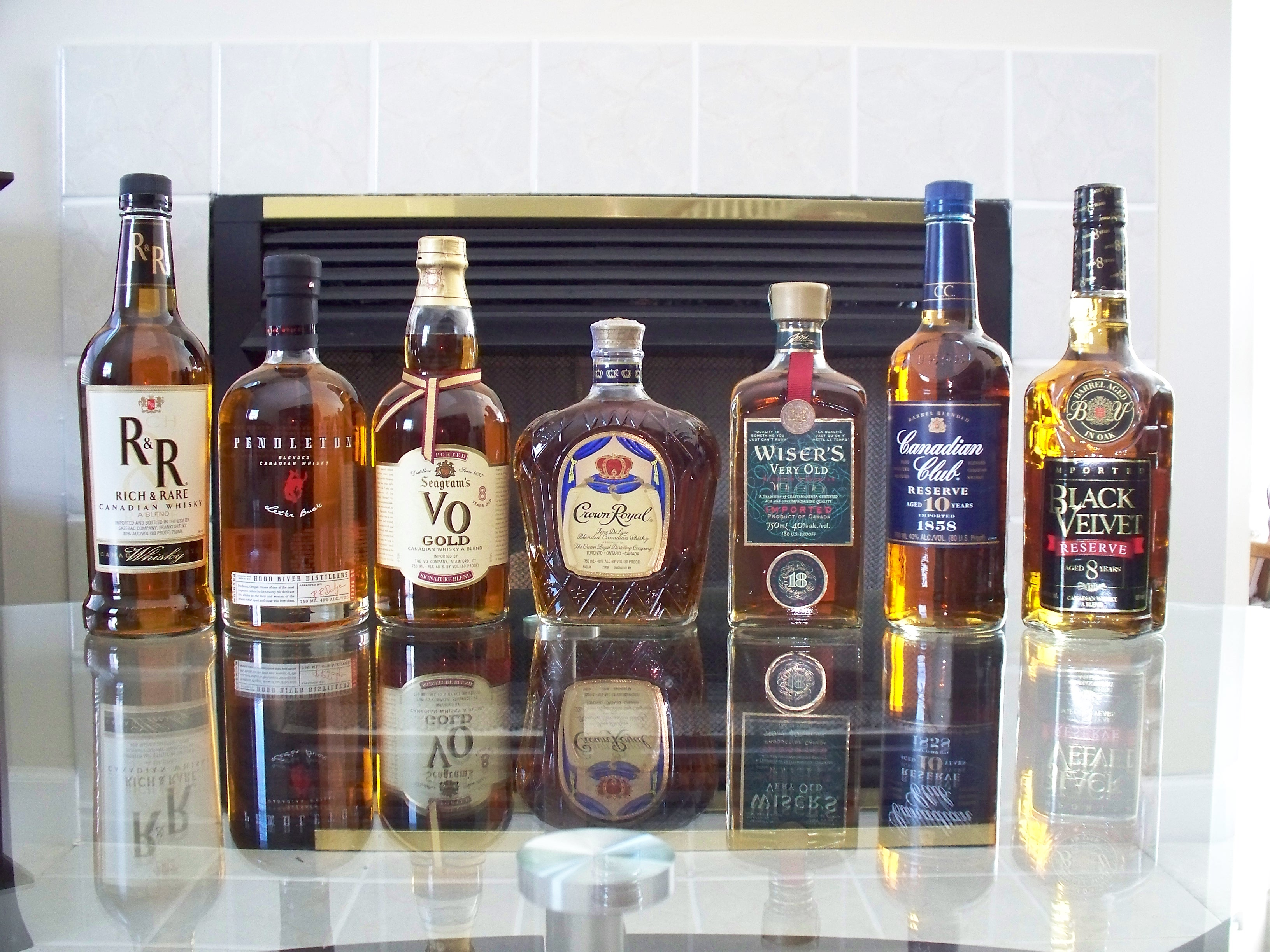
Vários uísques canadenses

O Food and Drugs Act do Canadá – conjunto de leis que regula a alimentação, bebidas e outros produtos no país – requer que o uísque rotulado como "Uísque Canadense", "Uísque Canadense de Centeio" ou o "Uísque de Centeio" seja preparado, destilado e envelhecido pelo menos por três anos no Canadá. Assim como o Uísque escocês e o irlandês, o teor alcoólico da bebida pode ultrapassar 90%. Assim, muito do líquido usado no uísque canadense antes de envelhecer, possui um sabor que não vem de seus grãos, como acontece em um malte único ou uísques tipo straight. Para melhorar seu mercado, ele talvez contenha corante ou leve sabor caramelo (como o escocês), combinado com os o licores destilados a base dos grãos.
Todos os líquidos usados para a criação do uísque no Canadá devem ser envelhecidos por no mínimo três anos em barris de madeira com não mais que 700 litros de capacidade (requisito similar ao uísque escocês e irlândes). O uísque final deve conter no mínimo 40% de álcool por volume. Nenhuma distinção é necessária em relação a qualidade dos barris – novo ou usado, queimado ou não – todos podem ser usados no processo de envelhecimento. 

### Classificação
O Uísque canadense é reconhecido internacionalmente como produto original do Canadá. Produtos rotulados como Uísque canadense no Estados Unidos devem satisfazer as leis de regulamentação do Canadá. Quando vendido em outros países, o Uísque canadense deve estar dentro do previsto desse determinado país para a venda de uísque, o que pode diferir das leis canadenses ou estado-unidenses.

## Marcas de Uísque
- Marcas da Beam Suntory
  - Alberta Premium
  - Alberta Rye Whiskey Dark Batch[16]
  - Canadian Club

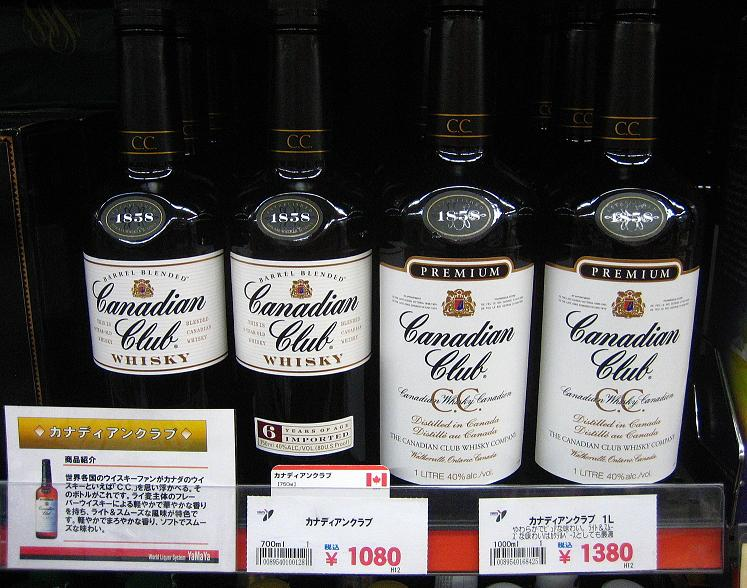
Garrafas de Uísque Canadian Club a venda em uma loja de bebidas no Japão

- Marcas da Brown-Forman Corporation
  - Canadian Mist – feita na Canadian Mist Distillery,  em Collingwood, Ontário
  - Collingwood Whisky
- Marcas da Caldera Distilling, em River John, Nova Escócia
  - Premium Whisky
  - Hurricane 5 Whisky
- Marcas da Diageo:
  - Crown Royal
  - Seagram's 7 Crown
  - Seagram's 83 Canadian Whisky
  - Seagram's Five Star Rye Whisky
  - Seagram's VO
- Marcas da Destilaria em Forty Creek, Ontário (parte do Grupo Campari)
  - Forty Creek
  - Mountain Rock
  - Pure Gold
- Marcas da Glenora Distillers, Glenville, Nova Escócia
  - Glen Breton Rare
- Marcas da Highwood Distillery, em High River, Alberta
  - 15 Year+ Century Reserve
  - Centennial 10 Year Old Rye Whisky
  - Century Reserve 21 Year Old
  - Highwood Canadian Rye Whisky
  - Saskatchewan Wheatland Rye Whisky
  - White Owl White Whisky
- Marcas da Hood River Distillers
  - Pendleton Whisky
- Marcas da Pemberton Distillery
  - Organic Single Malt
- Marcas da Pernod Ricard através da Corby Distilleries e produzidas na Hiram Walker Distillery,  em Windsor, Ontário
  - Corby Royal Reserve
  - Hiram Walker Special Old
  - Lot 40
  - McGuinness Silk Tassel
  - Pike Creek 10 Year Old
  - Wiser's
- Marcas da Sazerac Company
  - Barton's Canadian
  - Canadian Host
  - Canadian Hunter
  - Canadian LTD
  - Canadian Supreme
  - Caribou Crossing
  - James Foxe
  - Legacy Canadian Whisky
  - Mr. Boston Five Star
  - Northern Light
  - Rich & Rare
  - Royal Canadian
- Marcas da William Grant & Sons em Windsor, Ontário
  - Gibson’s Finest Canadian Whisky